# Słupsk
Słupsk je grad u Poljskoj i administrativno središte słupske županije. Grad ima 99 095 stanovnika.

## Komunikacija
Željezničke veze dovode npr do Koszalin, Szczecin i Gdynia i Gdanjsk. Grad je točka na cesti europski pravac E28 (E28): Berlin  u Njemačkoj, Szczecin, Koszalin, Gdynia, Gdanjsk, Elbląg, Kalinjingrad, Vilnius, Minsk  u Bjelorusiji.
Javni prijevoz se temelji na autobuse.